# Medal jubileuszowy „50 lat Sił Zbrojnych ZSRR”
Medal jubileuszowy „50 lat Sił Zbrojnych ZSRR” (ros. Юбилейная медаль "50 лет Вооруженных Сил СССР") – radziecki jubileuszowy medal wojskowy.
Medal został ustanowiony dekretem Rady Najwyższej ZSRR z 26 grudnia 1967 roku dla uczczenia 50. rocznicy powstania Sił Zbrojnych ZSRR, dekretami z dnia 22 lutego 1968 i 19 grudnia 1969 roku zmieniono jego statut rozszerzając listę osób uprawnionych do otrzymania medalu.

## Zasady nadawania
Zgodnie z dekretem z dnia 26 grudnia 1967 roku uprawnionymi do otrzymania medalu byli:
- marszałkowie, generałowie, admirałowie, oficerowie, podoficerowie, żołnierze i marynarze służący w dniu 23 lutego 1968 roku w Armii Radzieckiej, Marynarce Wojennej ZSRR, wojskach Ministerstwa Spraw Wewnętrznych ZSRR oraz wojsk i organów Komitetu Bezpieczeństwa Publicznego przy Radzie Ministrów ZSRR,
- kursanci i studenci Akademii i szkół wojskowych Armii Radzieckiej, Marynarki Wojennej, wojsk Ministerstwa Spraw Wewnętrznych ZSRR, wojsk i organów KGB przy Radzie Ministrów ZSRR,
- marszałkowie, generałowie, admirałowie, oficerowie, podoficerowie, żołnierze i marynarze nadterminowi, którzy zostali zwolnieni z czynnej służby wojskowej do rezerwie lub zostali przeniesieni w stan spoczynku jeżeli przesłużyli co najmniej 20 lat w Armii Radzieckiej, Marynarce Wojennej ZSRR, wojskach Ministerstwa Spraw Wewnętrznych ZSRR, wojskach i organach KGB przy Radzie Ministrów ZSRR,
- osoby wyróżnione tytułem Bohatera Związku Radzieckiego i osoby nagrodzone Orderem Sławy w trzech klasach.

Dekretem z dnia 22 lutego 1968 roku listę osób uprawnionych do otrzymania medalu rozszerzono o:
- członków Czerwonej Gwardii, żołnierzy uczestniczącym w wojnie domowej i biorących udział w walkach z obcą interwencją w latach 1919–1921,
- żołnierzy wyróżnionych w czasie czynnej służby wojskowej orderami lub medalami: „Za Odwagę”, Uszakowa, „Za zasługi bojowe”, Nachimowa, „Za wyróżnienie w ochronie granic państwowych ZSRR”, „Za pracowniczą dzielność” i „Za pracowniczą wybitność”.

Dekretem z dnia 19 grudnia 1969 roku liczbę osób uprawnionych poszerzono o:
- partyzantów wojny domowej i wielkiej wojny ojczyźnianej.

Łącznie nadano ponad 9 500 000 medali.

## Opis odznaki
Odznakę stanowi okrągły krążek wykonany ze pozłacanego mosiądzu o średnicy 37 mm. Na awersie znajduje się pięcioramienna gwiazda pokryta czerwoną emalią, między ramionami gwiazdy znajdują się promienie. W środku gwiazdy znajduje się okrąg o średnicy 19 mm wewnątrz którego znajdują się głowy dwóch żołnierzy Armii Czerwonej, pierwszy w hełmie a drugi w czapce budionowce oraz daty 1918 – 1968. Na rewersie w górnej części jest pięcioramienna gwiazda wewnątrz której umieszczony jest młoty i pług, poniżej napis ПЯТЬДЕСЯТ ЛЕТ ВООРУЖЕННЫХ СИЛ СССР (pol. „Pięćdziesiąt Lat Sił Zbrojnych ZSRR”).
Medal zawieszony był na pięciokątnej blaszce obciągniętej wstążką koloru turkusowego, w środku jest biały pasek o szerokości 2 mm, po bokach czerwone paski o szerokości 2 mm i znowu białe.